# IEEE Journal of Quantum Electronics
IEEE Journal of Quantum Electronics (ook Journal of Quantum Electronics) is een internationaal, aan collegiale toetsing onderworpen wetenschappelijk tijdschrift op het gebied van de natuurkunde. De naam wordt in literatuurverwijzingen meestal afgekort tot IEEE J. Quantum Electron.
Het wordt uitgegeven door het Institute of Electrical and Electronics Engineers en verschijnt maandelijks.
Het eerste nummer verscheen in 1965.